# Susie King Taylor
Susie King Taylor, född 1848, död 1912, var en amerikansk sjuksköterska. Hon var känd som den första afroamerikanska sjuksköterskan under amerikanska inbördeskriget, och är känd för sina memoarer. 
Hon är inkluderad i Georgia Women of Achievement (GWA). 